# Еремиха
Еремиха — река в России, протекает в Бабушкинском районе Вологодской области. Устье реки находится в 8,4 км по правому берегу реки Енгиш. Длина реки составляет 12 км.
Исток Еремихи расположен в 7 км к востоку от деревни Жубрино (Рослятинское сельское поселение). Река течёт на запад. Крупнейший приток — Камешная (правый). Всё течение проходит по ненаселённому лесу, впадает в Енгиш километром выше деревни Жубрино.

## Данные водного реестра
По данным государственного водного реестра России относится к Верхневолжскому бассейновому округу, водохозяйственный участок реки — Унжа от истока и до устья, речной подбассейн реки — Бассей притоков Волги ниже Рыбинского водохранилища до впадения Оки. Речной бассейн реки — (Верхняя) Волга до Куйбышевского водохранилища (без бассейна Оки).
По данным геоинформационной системы водохозяйственного районирования территории РФ, подготовленной Федеральным агентством водных ресурсов:
- Код водного объекта в государственном водном реестре — 08010300312110000014733
- Код по гидрологической изученности (ГИ) — 110001473
- Код бассейна — 08.01.03.003
- Номер тома по ГИ — 10
- Выпуск по ГИ — 0